# 七北数人
七北 数人（ななきた かずと、1961年9月23日 - ）は、日本の文芸評論家、小説家、編集者である。愛知県名古屋市出身。

## 来歴・人物
名古屋市生まれ。大阪大学文学部を卒業後、出版社勤務を経て、独立する。1990年ごろより、文芸評論を発表、書籍等の編集をする。
小説家坂口安吾に関わり、1997年から2000年まで『坂口安吾全集』決定版の編集に携わる。2000年から安吾を偲ぶ「安吾忌」の事務局を木村立哉らとつとめる（安吾忌は2016年以降は、坂口家主催となるが、引き続き世話人として残る）。
2002年、『評伝坂口安吾 魂の事件簿』を上梓、「こんなに面白くスリリングな評伝読んだことがない！」と安原顕から絶賛され、この年の本ベスト3に安原（本の雑誌）と井口時男（東京新聞）が選定。
2003年、短篇小説「女文字の手紙」が第2回湯河原文学賞特別賞受賞。
2005年、時事通信系地方紙各紙に「火だるま安吾」全10回連載。
2006年2月に開設された「坂口安吾デジタルミュージアム」で、年譜、作品データベース、書誌情報等の資料を提供。開設時から毎月、作品紹介を執筆していたが、2021年4月のサイトリニューアル以降は、不定期連載となる。リニューアルされたサイトでは、「坂口安吾研究文献目録」を提供。これは、安吾の人物や作品に関する批評・回想・研究論文等を網羅的に収集し、一件一件の内容に至るまで紹介・解説したもの（2021年現在、生前から1971年まで約750件の文献を収録）。
2008年、新潟国際情報大学と新潟日報社の連携講座「異文化塾 - 風と光と坂口安吾」の講師を、坂口綱男、藤沢周らとともにつとめた。このほか、新潟や群馬、東京、大阪などでしばしば講演や文学講座を行っている。
2008年5月から『月刊酒文化』（2013年から季刊）に「酒と文学」を連載中。2019年5月、既発表分が『泥酔文学読本』としてまとめられ、東京新聞、日本経済新聞ほか多数の紙誌に書評が掲載されたほか、中村邦生がこの年の収穫3冊に選定する（週刊読書人）。
2009年6月から2013年3月まで『安吾雑報』に「それでも血は、流れ脈打つ―坂口家・反骨の系譜―」を10回連載。
2012年、十数年のブランクを経て完結した『坂口安吾全集』別巻に、長大な年譜・関連人物名鑑を執筆。これは「坂口安吾デジタルミュージアム」で発表された年譜に一部整理・追補を加えたもので、坂口家の遠祖から安吾の父や兄の事績に至るまで詳細に記述されている。
2020年8月から「坂口安吾デジタルミュージアム」に「小説坂口炳五」の連載を始めたが、サイトリニューアルに伴って中断、その後は春陽堂書店ホームページに連載の舞台を移し、2022年6月に全25回で完結、大幅な増補を加え『安吾疾風伝』としてまとめられた。
『東京人』『すばる』『ちくま』『望星』『月刊ジェイ・ノベル』『週刊文春』『新潟日報』『日本近代文学館（館報）』『太宰治文学サロン通信』『アンソロジスト（田畑書店）』等の雑誌に執筆している。

## 著書
- 『評伝坂口安吾 魂の事件簿』 （集英社、2002年、ISBN 978-4087753042）
- 『泥酔文学読本』（春陽堂書店、2019年、ISBN 978-4-394-19001-1）
- 『安吾疾風伝』（春陽堂書店、2022年、ISBN 978-4-394-90428-1）

## 編纂・共著
- 『岡本かの子全集』第11巻 （ちくま文庫、1994年、ISBN 978-4480028310） - 解説・企画協力
- 『坂口安吾全集』全17巻 （筑摩書房、1998-2000年、ISBN 978-4480710314） - 編集・解題・書簡補註・月報等
- 『ドッペルゲンガー奇譚集 - 死を招く影 -』 （角川ホラー文庫、1998年、ISBN 978-4043456017） - 編集協力
- 『阿部定伝説』（ちくま文庫、1998年、ISBN 978-4480033680） - 編・解説
- 『猟奇文学館 1 監禁淫楽』 （ちくま文庫、2000年、ISBN 978-4480036117） - 編・解説
- 『猟奇文学館 2 人獣怪婚』 （ちくま文庫、2000年、ISBN 978-4480036124） - 編・解説
- 『猟奇文学館 3 人肉嗜食』 （ちくま文庫、2001年、ISBN 978-4480036131） - 編・解説
- 『越境する安吾』 （ゆまに書房、2002年、ISBN 978-4843307229） - 共著
- 『安吾からの挑戦状』 （ゆまに書房、2004年、ISBN 978-4843315668） - 共著
- 『新世紀への安吾』 （ゆまに書房、2007年、ISBN 978-4843326619） - 共著
- 『安吾マガジン』（イースト・プレス、2007年、ISBN 978-4-87257-747-1） - アンケート回答
- 坂口安吾『堕落論・日本文化私観 他二十二篇』（岩波文庫、2008年、ISBN 978-4003118214） - 解説
- 坂口安吾『桜の森の満開の下・白痴 他十二篇』（岩波文庫、2008年、ISBN 978-4003118221） - 解説
- 坂口安吾『風と光と二十の私と・いずこへ 他十六篇』（岩波文庫、2008年、ISBN 978-4003118238） - 解説・年譜
- 坂口安吾『アンゴウ ──シリーズ 日本語の醍醐味（1）』（烏有書林、2011年、ISBN 978-4-904596-02-9） - 共編・解説
- 石川桂郎『剃刀日記 ──シリーズ 日本語の醍醐味（2）』（烏有書林、2011年、ISBN 978-4-904596-03-6） - 共編・解説
- 藤枝静男『田紳有楽 ──シリーズ 日本語の醍醐味（3）』（烏有書林、2012年、ISBN 978-4-904596-04-3） - 共編・解説
- 皆川博子『ペガサスの挽歌 ──シリーズ 日本語の醍醐味（4）』（烏有書林、2012年、ISBN 978-4-904596-05-0） - 共編・解説
- 群馬県立土屋文明記念文学館第76回企画展「無頼の先へ―坂口安吾 魂の軌跡―」図録（2012年） - 共著
- 『坂口安吾全集』別巻（筑摩書房、2012年、ISBN 978-4480710482） - 詳細年譜・関連人物名鑑・解題
- 『坂口安吾 復興期の精神 ──〈いま〉安吾を読むこと』（双文社出版、2013年、ISBN 978-4881646151） - 共著
- 尾崎士郎『没落時代 ──シリーズ 日本語の醍醐味（5）』（烏有書林、2013年、ISBN  978-4-904596-07-4） - 共編・解説
- 太宰治『桜桃・雪の夜の話──無頼派作家の夜』（実業之日本社文庫、2013年、ISBN 978-4-408-55156-2） - 編・解説
- 坂口安吾『堕落論・特攻隊に捧ぐ──無頼派作家の夜』（実業之日本社文庫、2013年、ISBN 978-4-408-55155-5） - 編・解説
- 織田作之助『夫婦善哉・怖るべき女──無頼派作家の夜』（実業之日本社文庫、2013年、ISBN 978-4-408-55154-8） - 編・解説
- 小林美代子『蝕まれた虹 ──シリーズ 日本語の醍醐味（6）』（烏有書林、2014年、ISBN 978-4-904596-08-1） - 共編・解説
- 金子光晴『老薔薇園 ──シリーズ 日本語の醍醐味（7）』（烏有書林、2015年、ISBN 978-4-904596-09-8） - 共編・解説
- 『安吾と桐生』（安吾を語る会、2016年） - 共著
- 『安吾探索ノート』第8号（安吾の会、2017年） - 共著
- 吉行淳之介『廃墟の眺め ──シリーズ 日本語の醍醐味（8）』（烏有書林、2018年、ISBN 978-4-904596-10-4） - 共編・解説
- 三鷹市美術ギャラリー「太宰治没後70年特別展・太宰治 三鷹とともに」図録（三鷹市スポーツと文化財団、2018年） - 共著
- 『坂口安吾歴史小説コレクション１ 狂人遺書』（春陽堂書店、2018年、ISBN 978-4-394-90338-3） - 編・解説
- 『坂口安吾歴史小説コレクション２ 信長』（春陽堂書店、2018年、ISBN 978-4-394-90339-0） - 編・解説
- 『坂口安吾歴史小説コレクション３ 真書太閤記』（春陽堂書店、2018年、ISBN 978-4-394-90340-6） - 編・解説
- 『坂口安吾エンタメコレクション〈伝奇篇〉女剣士』（春陽堂書店、2019年、ISBN 978-4-394-90347-5） - 編・解説
- 『坂口安吾エンタメコレクション〈ファルス篇〉盗まれた手紙の話』（春陽堂書店、2019年、ISBN 978-4-394-90348-2） - 編・解説
- 『坂口安吾エンタメコレクション〈ハードボイルド篇〉現代忍術伝』（春陽堂書店、2019年、ISBN 978-4-394-90349-9） - 編・解説
- シス・カンパニー公演「風博士」パンフレット（北村想脚本、中井貴一主演、2019年） - 共著
- 坂口安吾『残酷な遊戯・花妖』（春陽堂書店、2021年、ISBN 978-4-394-90392-5） - 共編・解説対談
- 太宰治『黄金風景 ──シリーズ 日本語の醍醐味（9）』（烏有書林、2021年、ISBN 978-4-904596-12-8） - 共編・解説
- 『坂口安吾大事典』（勉誠出版、2022年、ISBN 978-4-585-20079-6） - 項目共著・年譜作成
- 宇能鴻一郎『甘美な牢獄 ──シリーズ 日本語の醍醐味（10）』（烏有書林、2022年、ISBN 978-4-904596-13-5 - 共編・解説
- 『明治開化 安吾捕物帖』（春陽文庫、2024年、ISBN 978-4-394-90480-9） - 編・解題